# Haplophyse oahuensis
Haplophyse oahuensis är en svampart som beskrevs av Theiss. 1916. Haplophyse oahuensis ingår i släktet Haplophyse, ordningen Rhytismatales, klassen Leotiomycetes, divisionen sporsäcksvampar och riket svampar.   Inga underarter finns listade i Catalogue of Life.